# Elgin (Oklahoma)
Elgin is een plaats (city) in de Amerikaanse staat Oklahoma, en valt bestuurlijk gezien onder Comanche County.

## Demografie
Bij de volkstelling in 2000 werd het aantal inwoners vastgesteld op 1210.
In 2006 is het aantal inwoners door het United States Census Bureau geschat op 1296, een stijging van 86 (7,1%).

## Geografie
Volgens het United States Census Bureau beslaat de plaats een oppervlakte van
6,6 km², geheel bestaande uit land. Elgin ligt op ongeveer 394 m boven zeeniveau.

## Plaatsen in de nabije omgeving
De onderstaande figuur toont nabijgelegen plaatsen in een straal van 20 km rond Elgin.